# Магістратура Стародавнього Риму
Магістрату́ра (від лат. magistratus — чиновник, начальник) — загальна назва державних посад у Стародавньому Римі. Виникнення магістратів припадає на період встановлення Римської республіки (кінець VI століття до н. е.). Магістратура здійснювалась безоплатно, була короткостроковою (як правило, 1 рік) і колегіальною, тобто виконувалися двома людьми (за винятком посади диктатора). Людина, яка працювала замість магістра, називалася магістра́том.
Магістратури були двох видів:
- ординарні (звичайні) — виборні згідно законів у певний день з наперед визначеним терміном повноважень;
- екстраординарні (надзвичайні) — призначені для виконання певних доручень або у випадку виникнення якоїсь надзвичайної небезпеки з можливістю пролонгації, якщо загроза все ще не усунена, або з можливістю скласти повноваження достроково, якщо поставлена задача була виконана.

## Історія
Перший вищий магістрат був створений у 509 до н. е. відразу після скасування царської влади: на чолі Римської республіки постали два вищі магістрати — консули з числа патриціїв. Спочатку всі посади магістратів, окрім народних трибунів, обіймали вийнятково патриції, але в 367 до. н. е. ухвалення закону Ліцинія і Секстія дало можливість ставати магістратами і плебеям. У законі було вказано, що щонайменше один консул щороку має бути плебеєм.
Всі магістрати мали право видавати укази у сфері своїх обов'язків і накладати штрафи; вищі магістрати, окрім цензорів, володіли верховною владою (imperium). Їхньою зовнішньою відмінністю була свита з лікторів із фасціями. У 180 до н. е законом Віллія був встановлений порядок і послідовність проходження магістратів (див. cursus honorum).
В епоху Римської імперії виборні посади втратили політичне значення, але збереглися як передумова для зайняття нових, впливових постів.

## Основні риси магістратури
- Виборність. Магістрів обирали на Народних зборах з числа осіб від 27 років і старше (в залежності від посади). До невиборних, призначуваних магістрів належали диктатор і начальник кінноти. При правлінні Сулли зріс віковий ценз: для квесторів — від 30 років, для преторів — від 40 років, для консула — від 42 років.

- Колегіальність. На кожну посаду крім диктатора і начальника кінноти обиралось по декілька осіб. Вони працювали окремо, але при вирішенні важливих питань узгоджували між собою рішення. Магістрат міг позбавити рішення свого колеги юридичної сили, наклавши на нього veto.

- Недовгочасність перебування на посаді. Магістратів обирали строком на 1 рік, крім цензорів, яких обирали на 5 років.

- Відповідальність перед народом. Магістрати несли відповідальність за свою діяльність перед зборами, на яких їх обрали.

- Безоплатність. Магістрати не отримували винагороди за свою працю, оскільки їхня діяльність була почесним обов'язком і було ганебно брати гроші за службу Батьківщині.

## Магістрати
Розрізнялися магістрати:
- ординарні (виборні)
  - вищі
    - консули
    - претори
    - цензори

  - нижчі
    - народні трибуни
    - едили
    - квестори
- екстраординарні (що призначаються)
  - вищі
    - диктатор
    - начальник кінноти
    - інтеррекс